# Саломон, Зигфрид
Нафтали Зигфрид Саломон (дат. Naphtali Siegfried Salomon; 3 августа 1885, Копенгаген — 29 октября 1962, там же) — датский композитор, альтист и виолончелист, дирижёр.
Окончил Копенгагенскую консерваторию (1902), где занимался виолончелью у Альберта Рюдингера, композицией у Отто Маллинга и теорией у Йёргена Дитлеффа Бондесена, затем в течение года совершенствовался как виолончелист в Лейпцигской консерватории под руководством Юлиуса Кленгеля, учился также в Париже у Поля Ле Флема. С 1903 г. выступал в Копенгагене, Париже и Стокгольме как альтист и виолончелист, в 1907—1956 гг. — виолончелист Королевской капеллы, с 1924 г. — вице-концертмейстер виолончелей. Иногда выступал с оркестром и как дирижёр. Наиболее известен тремя концертами — скрипичным (1916, впервые исполнен Педером Мёллером), виолончельным (1922) и фортепианным (1948), — и оперой «Леонора Христина» (1926, премьера с Тенной Крафт в заглавной партии); написал также две другие оперы, две симфонии (1916, 1920), оркестровые сюиты «Италия» и «Палестина», шесть струнных квартетов и другие камерные сочинения, театральную музыку.